# Isa Miranda
Isa Miranda (Milaan, 5 juli 1905 - Rome, 8 juli 1982) was een Italiaanse actrice. Het hoogtepunt van haar carrière strekte zich uit over ruim twee decennia (1934-1955).

## Leven en werk

### Afkomst en opleiding
Miranda werd geboren in een arme boerenfamilie. Ze kwam al vroeg aan de kost, eerst als naaister en fabrieksarbeidster, vervolgens als typiste. Met het verdiende geld bekostigde ze een acteercursus. Ze poseerde ook voor foto's die ze zelf opstuurde naar de filmstudio's in Rome. 

### Doorbraak
Miranda vertolkte haar eerste noemenswaardige (hoofd)rol in het drama La signora di tutti (1934), de enige Italiaanse film van grootmeester Max Ophüls. Ze belichaamde een gevierde actrice, een temperamentvolle femme fatale op wie de mannen spontaan verliefd worden, maar die geen duurzame echte liefde beleeft. Dankzij die rol groeide ze uit tot een ster, een van de zeldzame Italiaanse vedetten die de fascistische filmindustrie voortbracht en die ook een internationale carrière aanvatte.
Ze vertolkte een Romeinse vrouw in Scipione l'Africano (1937), een historisch epos waarin Scipio Africanus stond voor Benito Mussolini die de film financierde. Deze biopic en sandalenfilm diende als fascistische propaganda om de Italiaanse ambities in Noord-Afrika kracht bij te zetten.

### Hollywood en terug
In 1939-1940 waagde ze zich even in Hollywood dat van haar een Italiaanse Marlene Dietrich wou maken. Ze draaide er zonder veel succes twee films die wegens een embargo het fascistische Italië echter niet bereikten. Ze huwde er met cineast Alfredo Guarini en keerde met hem terug naar Italië, omdat ze aanpassingsmoeilijkheden had en, omdat de oorlog uitbrak. 
Terug in Italië regisseerde Guarini haar in drie films met de bedoeling haar Italiaanse carrière weer op de sporen te zetten. De meest vermeldenswaardige Italiaanse film uit die naoorlogse tijd was Gli sbandati (1955), een drama dat prijkt op de lijst van 100 film italiani da salvare.

### Ook Franse en Britse films
In het met de Oscar voor beste internationale film gelauwerde drama Le mura di Malapaga (René Clément, 1949) werd ze gecast naast Jean Gabin. Haar doorleefde vertolking leverde haar de prijs voor Beste actrice op het Filmfestival van Cannes op. Ruime tijd na La signora di tutti castte Max Ophüls Miranda opnieuw in de rol van een actrice in de succesrijke tragikomedie La Ronde. Naast Clément en Ophüls deden ook andere gedegen Franse cineasten als onder meer André Cayatte en Henri Verneuil een beroep op haar.
Miranda verscheen eveneens in werk van Britse cineasten als David Lean, Anthony Asquith en Michael Anderson.

### Latere carrière
Toen haar ster begon te tanen begon Miranda zich, vanaf het midden van de jaren vijftig, toe te leggen op een toneelcarrière, zowel in Italië, Frankrijk en het Verenigd Koninkrijk als in de Verenigde Staten. In de jaren zestig werkte ze ook voor de Britse televisie.
Miranda gaf nog knappe vertolkingen weg in twee films van Vittorio De Sica en van Mauro Bolognini. Haar laatste vermeldenswaardige film was de cultfilm The Night Porter (1974), Liliana Cavani's erotisch geladen drama over de sadomasochistische relatie tussen een nazi-kampbeul en zijn slachtoffer.
In 1977 kwam haar carrière abrupt ten einde door een gebroken heup die het gevolg was van een val.

### Typische rollen
Naast heel wat rollen van femmes fatales (tot en met een glamoureuze juwelendievegge), later van echtgenotes (van rijke mannen) en (rijke) weduwen en nog later van moederfiguren, werd Miranda opvallend dikwijls ge(type)cast als aristocrate: meerdere keren tsarina (Elisabeth van Rusland en Alix van Hessen-Darmstadt), koningin (Catharina de' Medici), hertogin, gravin en markiezin. Ze vertolkte ook meermaals actrices en cabaretières/zangeressen. Verder gaf ze gestalte aan onder meer een pianiste, een serveerster in een restaurant, een bordeelhoudster, een pensionuitbaatster, een vroedvrouw en een onderwijzeres. 

### Privéleven
Miranda was gehuwd met de Italiaanse filmregisseur en producent Alfredo Guarini die ze in Hollywood had leren kennen. Ze huwden in juli 1939 en bleven bij elkaar tot aan zijn overlijden in 1981.
Miranda overleed in 1982, vijf jaar na haar fatale val, op 73-jarige leeftijd aan de gevolgen van een geïnfecteerde heupfractuur.

## Filmografie (selectie)
- 1934 - Tenebre (Guido Brignone)
- 1934 - La signora di tutti (Max Ophüls)
- 1934 - Come le foglie (Mario Camerini)
- 1935 - Passaporto rosso (Guido Brignone)
- 1936 - Una donna tra due mondi (Goffredo Alessandrini)
- 1937 - L'Homme de nulle part (Pierre Chenal)
- 1937 - Scipione l'Africano (Carmine Gallone)
- 1937 - Le mensonge de Nina Petrovna (Victor Tourjansky)
- 1939 - Hotel Imperial (Robert Florey)
- 1940 - Adventure in Diamonds (George Fitzmaurice)
- 1940 - Senza cielo (Alfredo Guarini)
- 1941 - È caduta una donna (Alfredo Guarini)
- 1942 - Documento Z 3 (Alfredo Guarini)
- 1942 - Malombra (Mario Soldati)
- 1945 - La carne e l'anima (Vladimir Striževskij)
- 1944 - Zazà (Renato Castellani)
- 1945 - Lo sbaglio di essere vivo (Carlo Ludovico Bragaglia)
- 1948 - L'aventure commence demain (Richard Pottier)
- 1949 - Le mura di Malapaga (Au-delà des grilles) (René Clément)
- 1950 - La Ronde (Max Ophüls)
- 1952 - Les Sept Péchés capitaux (episode Avarizia ed ira van Eduardo De Filippo)
- 1953 - Siamo donne (anthologiefilm, episode Isa Miranda van Luigi Zampa)
- 1954 - Avant le déluge (André Cayatte)
- 1954 - Raspoutine (Georges Combret)
- 1954 - Le secret d'Hélène Marimon (Henri Calef)
- 1955 - Gli sbandati (Francesco Maselli)
- 1955 - Summertime (David Lean)
- 1957 - I colpevoli (Turi Vasile)
- 1957 - Une manche et la belle ( Henri Verneuil)
- 1957 - Arrivano i dollari! (Mario Costa)
- 1960 - Le secret du chevalier d'Éon (Jacqueline Audry)
- 1963 - La corruzione (Mauro Bolognini)
- 1963 - La noia (Damiano Damiani)
- 1964 - The Yellow Rolls-Royce (Anthony Asquith)
- 1964 - Hardi Pardaillan! (Bernard Borderie)
- 1964 - Do You Know This Voice? (Frank Nesbitt)
- 1966 - Un monde nouveau (Vittorio De Sica)
- 1968 - Caroline chérie (Denys de La Patellière)
- 1968 - The Shoes of the Fisherman (Michael Anderson)
- 1969 - L'assoluto naturale (Mauro Bolognini)
- 1970 - Colpo rovente (Piero Zuffi)
- 1971 - A Bay of Blood (Mario Bava)
- 1972 - Lo chiameremo Andrea (Vittorio De Sica)
- 1974 - The Night Porter (Liliana Cavani)
- 1974 - Le farò da padre (Alberto Lattuada)

## Prijzen
- 1949 - Beste actrice op het Filmfestival van Cannes voor Le mura di Malapaga

## Publicatie
- Orio Caldiron en Matilde Hochkofler: Isa Miranda, Gremese, 1998

- Bibsys: 99022320
- Biblioteca Nacional de España: XX1265521
- Bibliothèque nationale de France: cb146917792 (data)
- Catàleg d'autoritats de noms i títols de Catalunya: 981058508487806706
- Gemeinsame Normdatei: 1033993794
- International Standard Name Identifier: 0000 0000 8390 9172
- Library of Congress Control Number: n78040272
- Nationale Bibliotheek van Israël: 987007432878705171
- Nederlandse Thesaurus van Auteursnamen: 370682602
- RKD-Nederlands Instituut voor Kunstgeschiedenis: 314153
- Istituto Centrale per il Catalogo Unico: SBLV229486
- SNAC: w6945b92
- Système universitaire de documentation: 059741880
- Virtual International Authority File: 67720690
- WorldCat: E39PBJhMkd3wmqBdwwXpBxDwmd